# كاترين هاو
كاترين هاو (بالإنجليزية: Catherine Howe)‏ هي مغنية مؤلفة ومغنية بريطانية، ولدت في 17 مايو 1950 في هاليفاكس في المملكة المتحدة.

## وصلات خارجية
- كاترين هاو على موقع IMDb (الإنجليزية)
- كاترين هاو على موقع ميوزك برينز (الإنجليزية)
- كاترين هاو على موقع أول ميوزيك (الإنجليزية)
- كاترين هاو على موقع ديسكوغز (الإنجليزية)
- كاترين هاو على موقع قاعدة بيانات الفيلم (الإنجليزية)